# Örstig
Örstig är en tätort i Nyköpings kommun i Södermanlands län. Örstig ligger på en halvö direkt sydöst om centrala Nyköping. Längst ut på udden återfinns Örstigsnäs skans.
SCB avgränsade 2010 bebyggelsen till en småort. Efter befolkningsökning klassades den 2018 som en tätort.
Örstig var ursprungligen en gård, omtalad i dokument första gången 1286 då Magnus Johansson (Ängel) sålde en sjättedel i ängen Örstig ("de prato Ørstigh") till Kettilvast i Nyköping. Under 1500-talet omfattar Örstig 1 mantal skatte. Gården innehade 1551-1554 skatteutängen "Widha eng".

## Befolkningsutveckling
| Befolkningsutvecklingen i Örstig 2010–2020 | Befolkningsutvecklingen i Örstig 2010–2020 | Befolkningsutvecklingen i Örstig 2010–2020 | Befolkningsutvecklingen i Örstig 2010–2020 | Befolkningsutvecklingen i Örstig 2010–2020 |
| ------------------------------------------ | ------------------------------------------ | ------------------------------------------ | ------------------------------------------ | ------------------------------------------ |
|                                            |                                            |                                            |                                            |                                            |
| År                                         |                                            |                                            | Folkmängd                                  | Areal (ha)                                 |
| 2010                                       | 2010                                       |                                            | 118                                        | 13#                                        |
| 2015                                       | 2015                                       |                                            | 181                                        | 27#                                        |
| 2020                                       | 2020                                       |                                            | 260                                        | 34                                         |
| Anm.: # Som småort.                        |                                            |                                            |                                            |                                            |